# بونیتا گرانویل
بونیتا گرانویل (انگلیسی: Bonita Granville؛ ۲ فوریهٔ ۱۹۲۳ – ۱۱ اکتبر ۱۹۸۸ (۶۵ سال)) هنرپیشه و تهیه‌کننده اهل ایالات متحده آمریکا بود. وی بین سال‌های ۱۹۳۲ تا ۱۹۸۱ میلادی فعالیت می‌کرد. از فیلم‌هایی که وی در آن نقش داشته است، می‌توان به حالا، مسافر اشاره کرد.